# Nemzeti Filmintézet – Filmarchívum
A Nemzeti Filmintézet – Filmarchívum (rövidítve: NFI Filmarchívum) Magyarország egyetlen filmes közgyűjteménye. Működésének célja, hogy a magyar és egyetemes filmkultúra tárgyi, írásos és egyéb dokumentumainak gyűjtésével, megőrzésével, felújításával és archiválásával, valamint kutatási tevékenységgel hozzájáruljon a magyar filmkultúra fejlődéséhez.

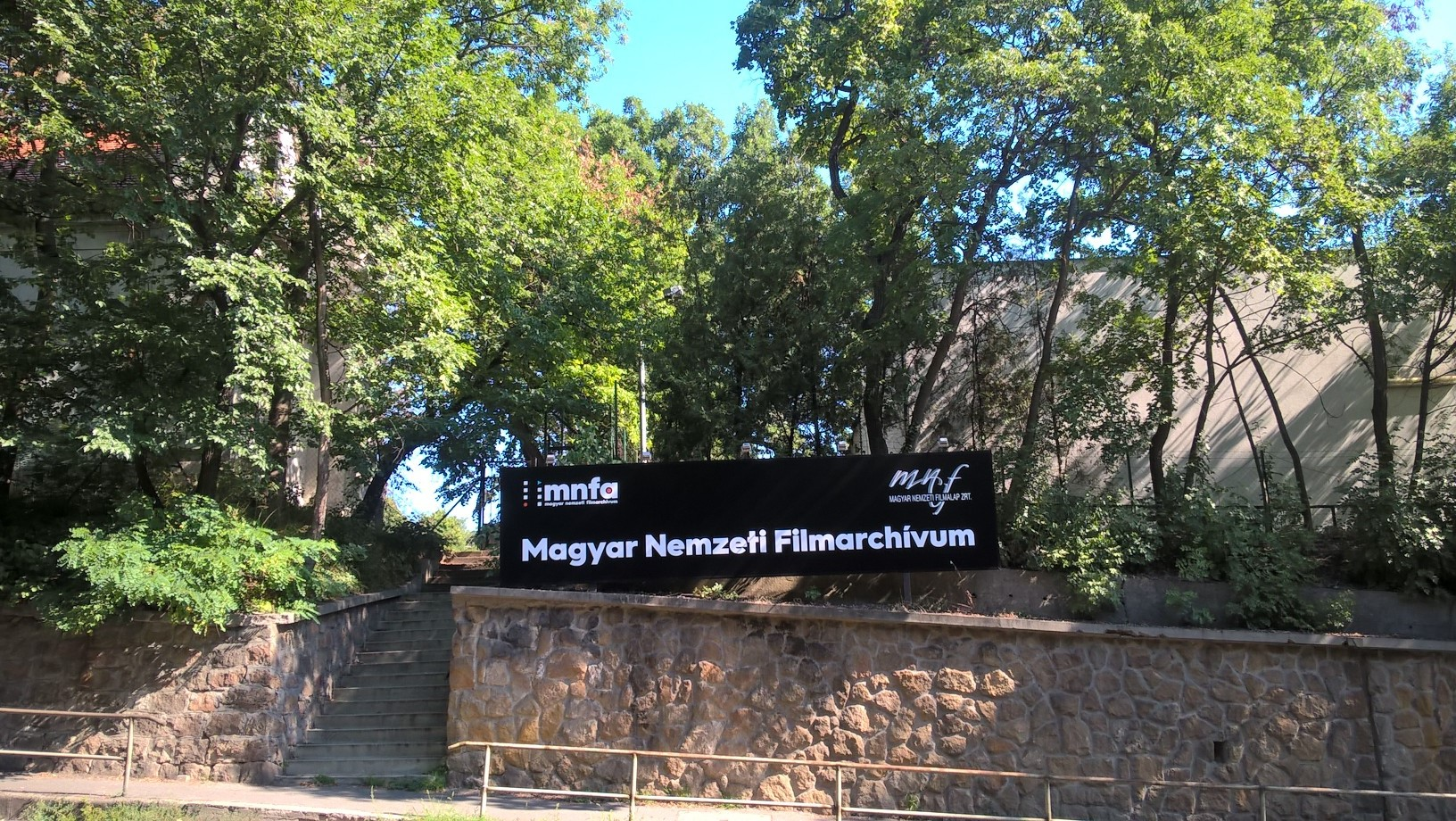
A Magyar Nemzeti Filmarchívum / Hungarian National Film Archive főépületének bejárata a Budakeszi úton.

## Történet és tevékenység

### Az intézet létrejöttétől

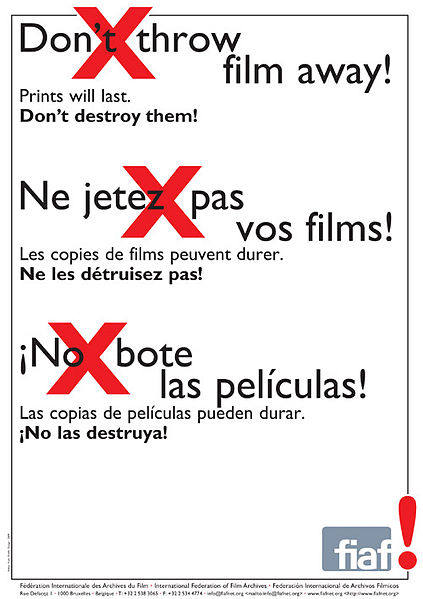
A FIAF szórólapja: Ne dobj el filmet!

1945-ben Szőts István, 1946-ban Balázs Béla tett javaslatot egy „nemzeti filmtéka” létrehozására, ám ez a törekvés az irodalomközpontú magyar kulturális életben csak lassan és viszonylag későn valósult meg. Amikor – elsősorban a filmtörténész Lajta Andor által összegyűjtött anyagra támaszkodva, a színházi szakember Hont Ferenc szervezőmunkájának köszönhetően – 1957. január 1-én létrejött a Színház- és Filmtudományi Intézet, 56 évvel az első magyar film (A táncz, 1901) elkészülte után. A közben eltelt évtizedek alatt a némafilmek 90 százaléka, a háború előtti hangosfilmek 40 százaléka megsemmisült. 1957-től utólag kellett összegyűjteni, ami az elmúlt fél évszázad filmterméséből megmaradt. 1959-ben különvált a színházi és filmes ág, megalakult az önálló Magyar Filmtudományi Intézet és Filmarchívum (FITU), amely a következő évtizedekben különböző néven látta el sokrétű feladatait.
Összegyűjtötte az addig több helyen, sokszor szakszerűtlenül tárolt magyar filmanyagot és a Filmarchívumok Nemzetközi Szövetségének (FIAF) elvi és technikai iránymutatása alapján megkezdte a gyúlékony nitrofilmek átmentését biztonsági kópiára. Állományát köteles kópiákkal, archívumközi cserével és vásárlás útján bővítette, amit elősegített, hogy megalakulásától tagja a Filmarchívumok Nemzetközi Szövetségének (FIAF) és rendszeres kapcsolatot tart fenn a világ vezető archívumaival. Gyűjtőkörébe a magyar játék-, dokumentum-, animációs és híradófilm tartozik, de külföldi filmeket is őriz: a Magyarországon forgalmazott alkotások feliratos vagy szinkronizált kópiáit. A filmekhez tartozó dokumentációt, fotó-, plakát- és könyvanyagot is gyűjti, az ország egyetlen filmes szakkönyvtára mellett jelentős plakát- és fotógyűjteménnyel rendelkezik.
Az 1960-as, 1970-es években minden téren lerakták e szerteágazó tevékenység alapjait. Az archiválás mellett fontos szerepet játszott a tudományos kutatás és a könyvkiadás is. A filmterjesztés a Tanács körút (1991 óta Károly körút) és a Dohány utca sarkán 1957-1989 között üzemelő Filmmúzeumban és az akkoriban virágzó filmklub-hálózaton keresztül valósult meg (az 1970-es években közel 350 filmklub működött országszerte.) Az Archívum működése ezekben az évtizedekben önfinanszírozáson – a Filmmúzeum jegybevételén és a filmklubokban vetített kópiák kölcsönzési díjain – alapult. E téren csak a rendszerváltás hozott fordulatot.
A Magyar Filmintézet (MFI) 1992-ben kapta meg a nemzeti közgyűjteményi státuszt. A fenntartó és felügyeleti szerv a kulturális minisztérium (Nemzeti Kulturális Örökség Minisztériuma) lett, amely fedezte a költségvetés egy részét (a bérköltséget és az épületek fenntartását), a költségek további részét pályázatokból és szolgáltatásokból kellett kigazdálkodni. Összességében az archívum fenntartása biztonságosabbá, tevékenysége tervezhetőbbé vált. Ugyanebben az évben nyílt meg az Erzsébet körúton 1992-2012 között működő Örökmozgó Filmmúzeum speciális, európai színvonalú archívumi programmal. Az ezredforduló környékén megkezdődött a nemzeti filmkincs tervszerű és szisztematikus felújítása, először hagyományos, majd digitális módszerekkel. 2010 óta a felújított filmek DVD-n is megjelennek, a filmtörténeti DVD-sorozat első darabja az első magyar színes film, az 1949-es Lúdas Matyi volt.
2011-től 2016-ig az Archívum a magyar kulturális örökség egészének digitalizálását célul kitűző Magyar Nemzeti Digitális Archívum és Filmintézet (MaNDA) részeként működött. 
2017-től az Archívum a Magyar Nemzeti Filmalap Zrt. igazgatóságaként, közgyűjteményi formában folytatta működését, ismét a filmszakmai tevékenységre koncentrálva. Az új működési keretben – a forrásokat is biztosítva – hosszútávú filmfelújítási program indult el. Folytatódik a restaurált anyagok DVD-kiadása. Korszerűsítik a régi magyar filmek külföldi és belföldi fesztiváloztatását és értékesítését. A tervek között szerepel az archív filmek kutatási, oktatási és értékesítési célokat szolgáló online elérhetővé tétele, valamint egy új budapesti cinémathèque létrehozása is.
2020. januártól a Filmarchívum a Filmalap jogutódjaként létrejött Nemzeti Filmintézet részeként működik tovább, azóta viseli a jelenlegi nevét.

## Fontos évszámok

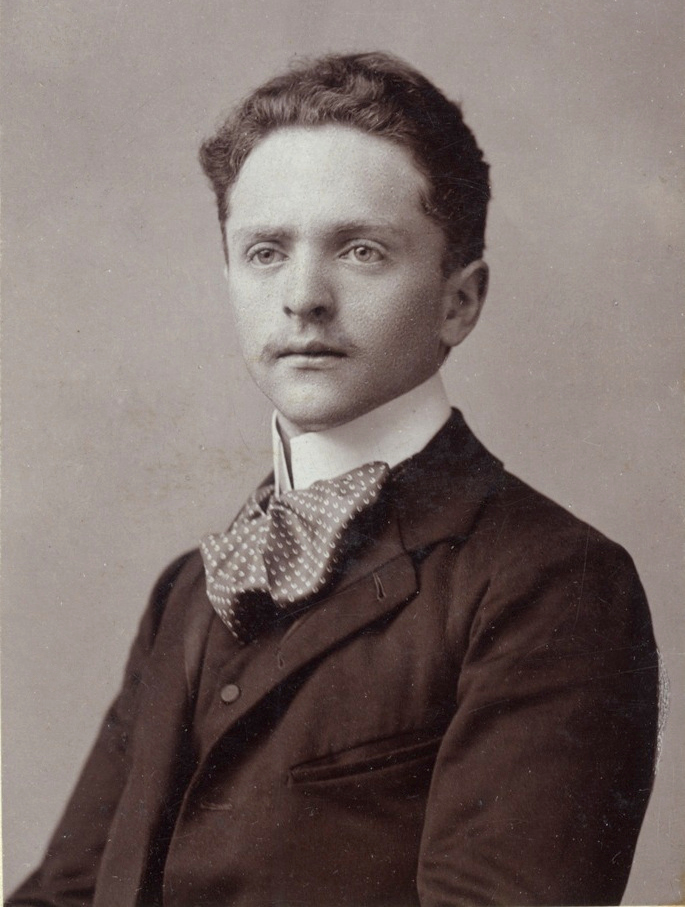
A Filmarchívum létrehozását Balázs Béla kezdeményezte

- 1946 Balázs Béla javaslatot tesz a nemzeti filmarchívum megalapítására
- 1957 Létrejön a Színház- és Filmtudományi Intézet
- 1959 A színházi és filmes ág különválik: az önálló Magyar Filmtudományi Intézet és Filmarchívum (FITU) megalakulása
- 1992 Az Archívum elnyeri a nemzeti közgyűjteményi státuszt
- 2011 A Magyar Nemzeti Digitális Archívum és Filmintézet (MaNDA) részeként működik
- 2017 Az Archívum a Magyar Nemzeti Filmalap Zrt. felügyelete alatt, annak igazgatóságaként, közgyűjteményként folytatja működését
- 2020 A Filmarchívum a Filmalap jogutódjaként létrejött Nemzeti Filmintézet részeként működik tovább

## Igazgatók
| # | Időszak   | Név               |
| - | --------- | ----------------- |
| 1 | 1957–1959 | Hont Ferenc       |
| 2 | 1959–1963 | Berkesi András    |
| 3 | 1963–1969 | Újhelyi Szilárd   |
| 4 | 1969–1984 | Papp Sándor       |
| 5 | 1984–1987 | Nemeskürty István |
| 6 | 1987–1990 | Marx József       |
| 7 | 1990–2011 | Gyürey Vera       |
| 8 | 2011–2016 | Lovas Lajos       |
| 9 | 2017–     | Ráduly György     |

## Épület

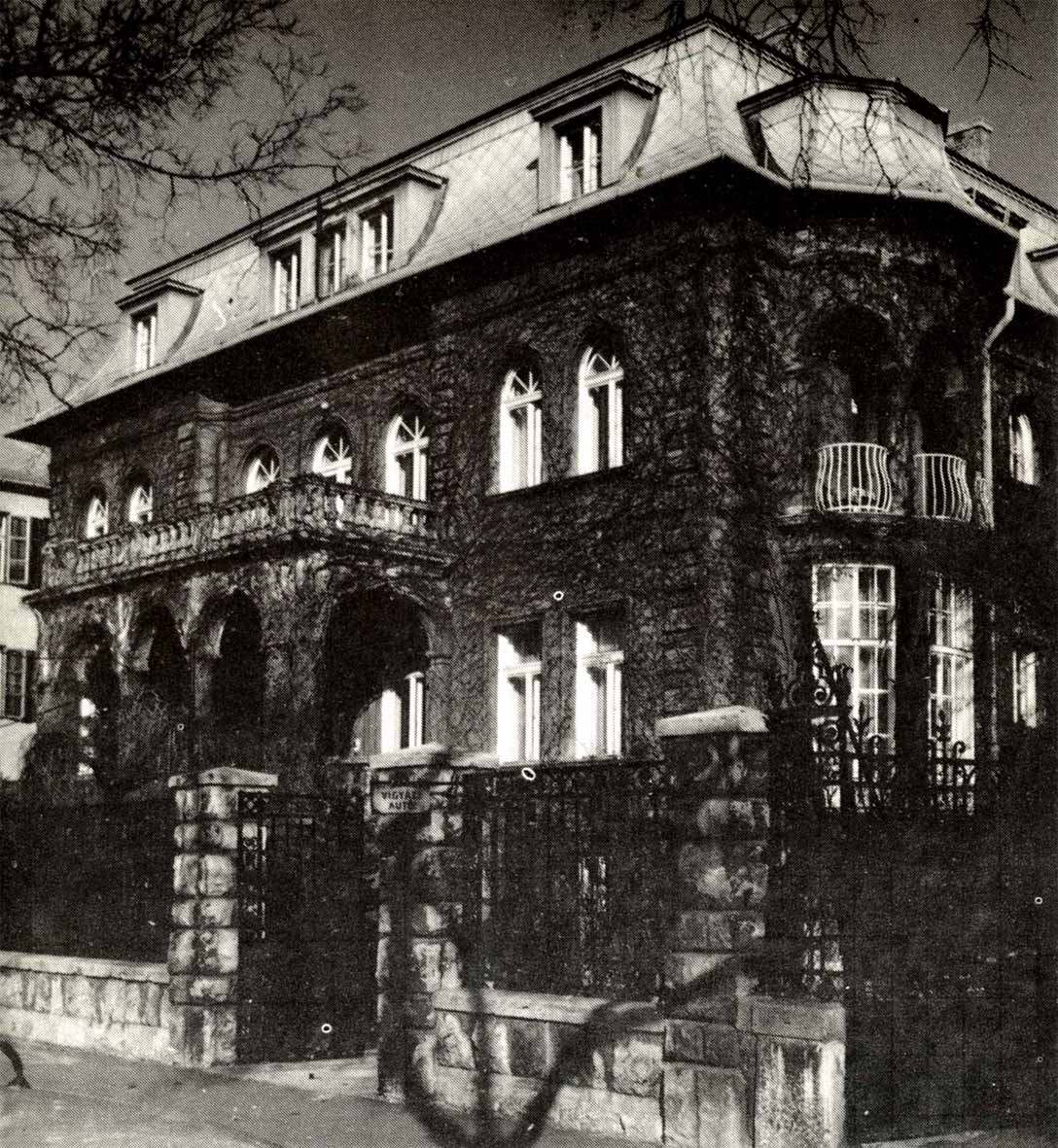
A "FITU" a Stefánia úton

Az intézet első székhelye 1957-től a Stefánia út 97. (korábban a Színház- és Filmművészeti Főiskola kollégiuma). A mai budai főépületet (Budakeszi út 51/E) 1976 végén adták át, tervezője az a Siklós Mária volt, aki a Nemzeti Színházat is tervezte. Az épület dísze egy színes üvegablak, Z. Gács György iparművész munkája. A raktározási gondok enyhítésére 1994-ben a Stefánia úti épületet elcserélték egy, a Magyar Filmlaboratórium területén található épületre, amelyet felújítottak és átépítettek: újabb raktárak létesültek, a Stefánia útról pedig ide költözött a könyvtár. Az Archívum 2017-ben 1725 négyzetméter klimatizált raktárral rendelkezett, a mintegy 810 tonna összsúlyú tekercsek 14 km-nyi polcrendszert töltöttek meg. 
A Filmarchívum főépülete 2018 és 2020 között átfogó rekonstrukción esett át. Az első szakaszban (2018-2019 között) 1035 négyzetméternyi terület újult meg. 2019 áprilisában adták át az első szakaszban felújított területeket: a portát, az aulát, a munkaállomásokat, a rehabilitált vizesblokkokat, az új tárgyalót, a kutatószobákat és a kötelespéldány-irodát. Megtörtént a korszerű kötelespéldány-raktárak kialakítása is. 2019 májusában indult a második ütem: a kutatói épületszárny felújítása, a raktári klímarendszer cseréje, a filmraktár szigetelése és 1247 négyzetméternyi raktár megújulása is.

## Gyűjtemények
Filmgyűjtemény
- 70 000 filmtétel
- 260 000 tekercs
- 65 000 35mm-es film
- 3900 nitrofilm

Országos Szakkönyvtár
- 20 000 kötet könyv
- 3200 kézirat
- 572 folyóirat 3000 kötetben
- 4400 forgatókönyv
- 5700 alkotói dosszié
- 15 000 játékfilmes dosszié
- 18 000 nem játékfilmes dosszié
- 1200 dosszié a magyar és nemzetközi fesztiválokról és filmhetekről

Különgyűjtemények
- 500 000 fotó
- 26 ezer filmplakát
- 300 film díszlet- és jelmeztervei

## Filmfelújítás

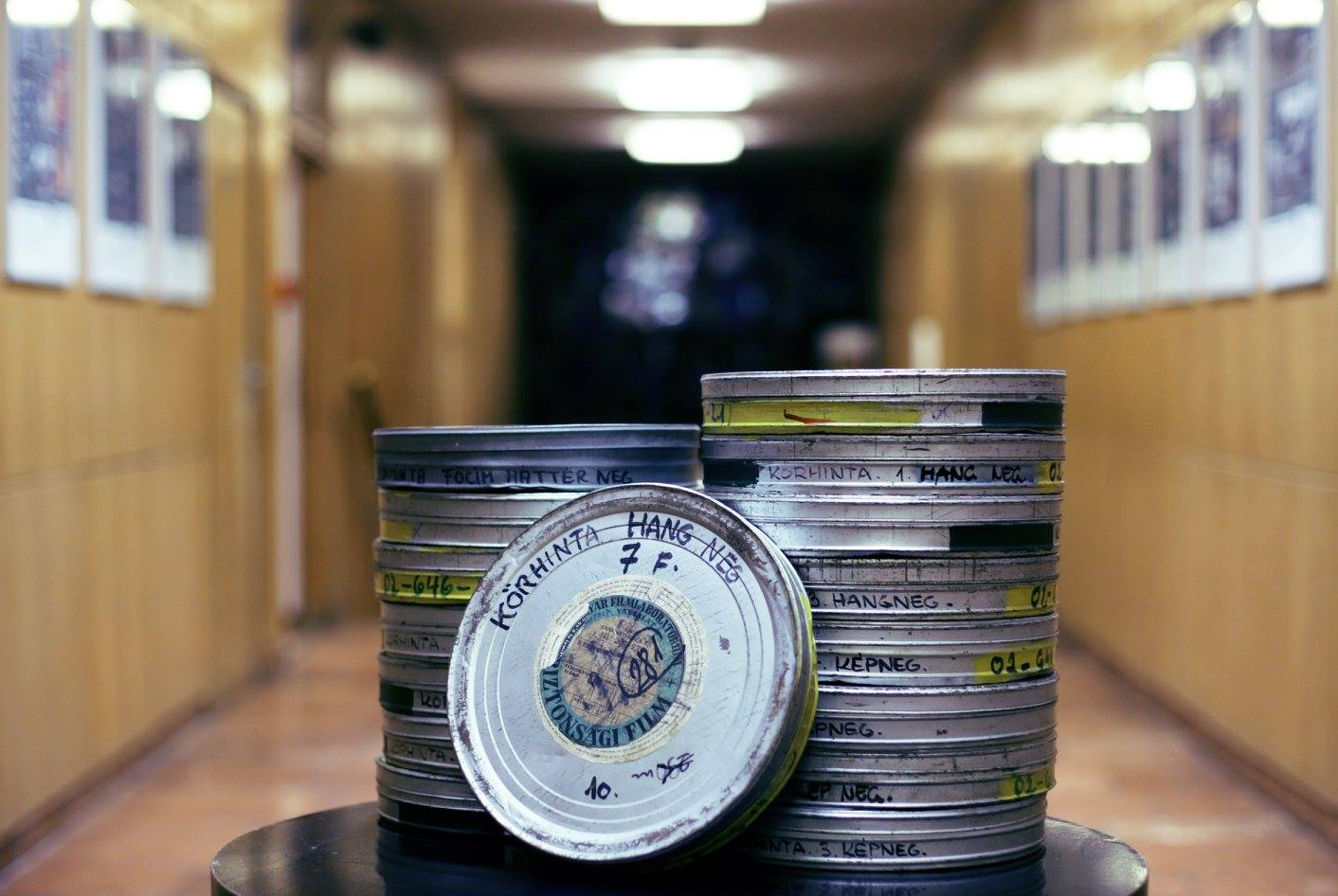
A Körhinta című film negatívjai

Az Archívum kiemelt feladata a magyar filmkultúra fennmaradt értékeinek megőrzése és hozzáférhetővé tétele. Ennek előfeltétele a filmek rendszeres felújítása és restaurálása. Az 1955 előtt készült filmek felújítását, mentését sürgeti, hogy bomlékony, tűz- és robbanásveszélyes nitro-nyersanyagra készültek. A filmfelújítási program 1989 óta tervszerűen folyik: ekkor hozta létre az Archívum a Magyar Film Múltja és Jövője Alapítványt, amelynek keretében állami támogatással kezdte meg a magyar filmállomány szisztematikus felújítását. Az ezredfordulót követően az analóg technikákat a digitális eszközök váltották fel. A közelmúltban számos jelentős filmtörténeti alkotás teljeskörű restaurálására és újra bemutatására került sor. Köztük volt Kertész Mihály (Michael Curtiz), a Casablanca rendezőjének legkorábbi fennmaradt filmje, A tolonc (1914), valamint Jancsó Miklós Szegénylegények és Makk Károly Szerelem című alkotása is. Utóbbi két film digitálisan restaurált változatának premierje a cannes-i filmfesztivál klasszikus szekciójában volt.
2017-ben elindult a Nemzeti Filmdigitalizálási és Filmrestaurálási Program, a nemzeti filmörökség digitális felújításának hosszútávú programja. Magyarország Kormánya a Filmarchívum részére éves,  működési költségeibe beépített támogatást nyújt erre a célra. A program keretében a Filmarchívum és a Filmlabor összehangolt munkájával évi 25-30 magyar játékfilm kerül felújításra a Filmarchívum szakmai irányításával, együttműködésben a Magyar Operatőrök Társaságával (HSC), az alkotók bevonásával. 2017 óta a Magyar Művészeti Akadémia támogatása is hozzájárul több film digitális restaurálásához. A program keretében 2019 végéig 88 játékfilm restaurálása valósult meg, ami európai szinten is élvonalbeli teljesítmény. A restaurált filmeket bemutatták a világ legnagyobb fesztiváljain, a Budapesti Klasszikus Film Maratonon és Kárpát-medence-szerte.
A Közgyűjteményi Digitalizálási Stratégia (KDS) program keretében lehetőség nyílik az Archívum filmdigitalizáló és megőrző kapacitásának fejlesztésére, ennek köszönhetően a Filmarchívum állományának digitalizáltságát – ami 2017-ben mindössze 10 százalékos volt – 2025-re radikálisan növelni lehet, így a magyar filmkincs a filmraktárakból a közönség elé kerülhet. 

## Belföldi filmterjesztés
A felújított filmeket az Archívum kül- és belföldön egyaránt terjeszti. 2017-től a klasszikus magyar filmeket évente több mint 600 nyilvános vetítésen mutatták be, mintegy 60 ezres nézőszámmal. Emellett több mint 200 magyar játékfilmet szolgáltattak a hazai és határon túli magyar televíziók felé, évi 25 milliós nézettséggel. 2017-óta minden évben jelen vannak a kapolcsi Művészetek Völgyében, ahol 10 napon át filmekkel, gyerekprogramokkal és szabadtéri vetítésekkel várták a fesztiválozókat.

## Nemzetközi filmterjesztés
A Filmarchívum teljeskörűen restaurált filmjeivel folyamatosan jelen van a legjelentősebb filmfesztiválok archív programjában. Kiemelkedő siker, hogy 2019-ben a restaurált magyar filmek jelen voltak az összes klasszikus szekcióval rendelkező A kategóriás filmfesztivál programjában. A klasszikus magyar filmek a külképviseletek által szervezett kulturális rendezvényeken, retrospektív programokon és mozik műsorán is jelen voltak és VoD-n is bemutatásra kerülnek, valamint DVD-n és Blu-ray-en is megjelennek. Emellett a Filmarchívum rendszeresen részt vesz a szakmai filmvásárokon is (berlini European Film Market, cannes-i Film Market, a lyoni MIFC)
Kiemelt fesztiválszereplések:
2017
Cannes-i Nemzetközi Filmfesztivál: Körhinta
Lumiére Grand Lyon Filmfesztivál: Körhinta
2018
Berlini Nemzetközi Filmfesztivál: Az én XX. századom
Lumiére Grand Lyon Filmfesztivál: Hannibál tanár úr
2019
Berlini Nemzetközi Filmfesztivál: Örökbefogadás
Cannes-i Nemzetközi Filmfesztivál: A tanú
Annecy-i Nemzetközi Animációs Filmfesztivál: Macskafogó, János vitéz
Velencei Nemzetközi Filmfesztivál: Sodrásban
Lumiére Grand Lyon Filmfesztivál: Ők ketten, Az ötödik pecsét
2020
Cannes-i Nemzetközi Filmfesztivál: Feldobott kő
Velencei Nemzetközi Filmfesztivál: Utószezon

## Budapesti Klasszikus Film Maraton (BKFM)
2017. november 2-5. I. BKFM – A 60 éves fennállását ünneplő Filmarchívum első alkalommal rendezte meg a Budapesti Klasszikus Film Maratont, a főváros nemzetközi archívfilm fesztiválját. A hétvége alatt bemutatásra kerültek a Filmarchívum és a Filmlabor által restaurált magyar filmek és az európai társarchívumok által restaurált remekművek. A nyitófilm Fábri Zoltán Körhinta című alkotása volt, a programban a rendező születésének 100. évfordulója alkalmából további négy Fábri film szerepelt. Az Uránia Filmszínházban, a Francia Intézetben és a Corvin moziban nyolc tematikus blokkban negyven előadáson találkozhatott a közönség a magyar filmtörténet remekműveivel. Közel ötezer nézője volt a vetítéssorozatnak. A szakmai nap keretében a magyar és az európai filmarchívumok megőrzési és restaurálási stratégiáit ismertették.
2018. szeptember 4-9. II. BKFM – A hatnaposra bővült BKFM-en világsztárokkal is találkozhatott a közönség: Claudia Cardinale, Klaus Maria Brandauer, Jean-Marc Barr és Katinka Faragó mutatták be filmjeiket. Ünnepi pillanat volt a 100 éve készült Kertész Mihály film, Az aranyember vetítése. A programban 50 felújított magyar film és 20 magyar vonatkozású külföldi film szerepelt. Ingyenes szabadtéri helyszínnel bővült a kínálat a Szent István téren, az ország legnagyobb, 21 méter széles szabadtéri vetítővásznával. Minden este megtelt a Szent István tér, az Uránia Nemzeti Filmszínház és a Toldi mozi – közel 15 ezren voltak kíváncsiak programra, melynek egy részét Egerben és Győrben is bemutatták.
2019. szeptember 4-11. III. BKFM – Több mint 100 filmklasszikust, köztük 21 frissen restaurált, egész estés magyar alkotást mutattak be, a kiemelt téma zene és film kapcsolata volt. Kiemelkedő sikert arattak a budapesti Szent István téren megrendezett vetítések. A Bazilika előtti tér minden este zsúfolásig megtelt, varázslatos moziélményben volt része a közönségnek. Több százan a zuhogó eső ellenére is végignézték a Queen 1986-ban Budapesten készült koncertfilmjét. Az Uránia Nemzeti Filmszínházban, a Toldi moziban és a budapesti Francia Intézetben, új helyszínként a Puskin moziban is műsoron voltak a filmklasszikusok. A közönségtalálkozókon Pierre Richard-ral, Udo Kierrel, Magda Vášáryovával és Johanna ter Steegével is találkozhattak a filmrajongók. Számos neves magyar alkotó is személyesen részt vett a vetítéseken, és megosztották a filmekhez kapcsolódó emlékeiket a közönséggel. A fesztivál nyolc napja alatt 15 ezer néző vett részt a vetítéseken Budapesten, Egerben és Győrben.

## Saját gyártású videók
2019-ben átfogó filmtörténeti ismeretterjesztő sorozat készítését kezdték meg a Filmarchívum kutatói. A Kicsoda ön? sorozat a széles közönség számára ismerteti a magyar filmművészet emblematikus színészeit, filmrendezőit, producereit. A narrációval készülő felvételekbe interjúrészek kerülnek, amelyeknek minőségéért fiatal operatőrök felelnek. 
2018 Filmhíradók 100 éve sorozat
Az 1918/19-es év eseményeit bemutató híradósorozat az első olyan blokk a magyar filmhíradók történetében, melyből egy egész évnyi anyag majdnem teljes egészében megmaradt. A Filmhíradók 100 éve kisfilm sorozat 38 epizódja 2018 augusztus végétől kezdve 2019 novemberéig mutatta be, hogy az adott héten mi történt pontosan 100 évvel korábban. A legújabb történeti kutatásokon alapuló, narrált kisfilmsorozatnak nagy sikere volt. Legtöbben (250 ezren) azt a január végi epizódot látták, amelyben az Ady Endre temetésről eddig sosem látott felvételek is bemutatásra kerültek.

## DVD kiadás
2017-ben új dizájnnal, tartalommal és koncepcióval indult újra a Filmarchívum filmtörténeti DVD sorozata. Az egyedi lemezek mellett reprezentatív, többlemezes és díszdobozos változatban jelentetik meg az aktuálisan restaurált alkotói életműveket és válogatásokat. A sorozat minden darabja digitálisan felújított, angol feliratos, akadálymentesített és extrákat tartalmaz. 2017-ben a 100 éve született Fábri Zoltán és a 90 éve született Dargay Attila műveinek díszdobozos kiadásával indult újra a DVD kiadás. 2020-ig 38 DVD kiadvány jelent meg a Filmarchívum munkatársainak szerkesztésében, ebből öt exkluzív díszdoboz.

## Kiállítás

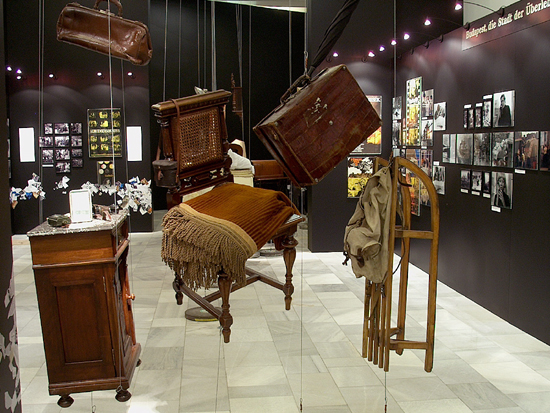
Kép a potsdami Szabó István kiállításról

- 1995 100 éves a mozi kiállítás (Ludwig Múzeum)
- 1999 A Frankfurti Könyvvásáron díszvendég Magyarország: kapcsolódó filmprogram a Deutsches Filmmuseumban, kiállítás a Frankfurti Filmmúzeumban
- 2002 Magyar elme, magyar siker (Millenáris): 60 órányi vizuális anyag összeállítása
- 2003 Közép-Európai sorstörténetek – Szabó István-kiállítás Potsdamban: koncepció és vizuális anyag
- 2008 A magyar film 100 éve (Kogart Ház): a magyar filmgyártás története a némafilm kezdeteitől napjainkig

## Konferencia

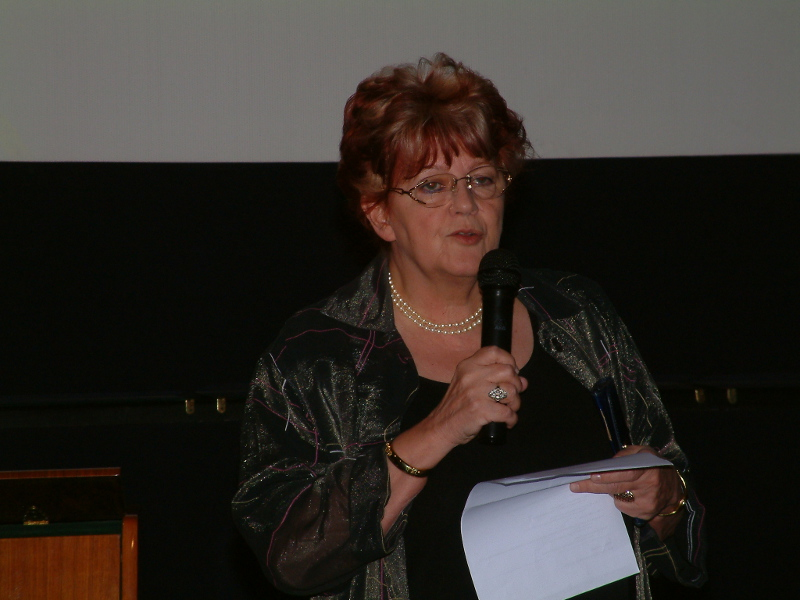
Gyürey Vera igazgató az V. Filmemlékezet Fesztivál megnyitóján

1997-2011 között minden évben Cinèmemoire, majd Filmemlékezet néven nemzetközi fesztivált rendeztek a filmfelújítás, restaurálás, megőrzés és terjesztés témáiban, tendenciákról, technikai és elvi kérdésekről, a társarchívumok és -intézmények képviselőinek előadásaival. A programot az Örökmozgó vetítéssorozata kísérte, ahol a nagyközönség is megnézhette a filmritkaságokat, amelyet a neves előadók hoztak el Budapestre.

## Mozi

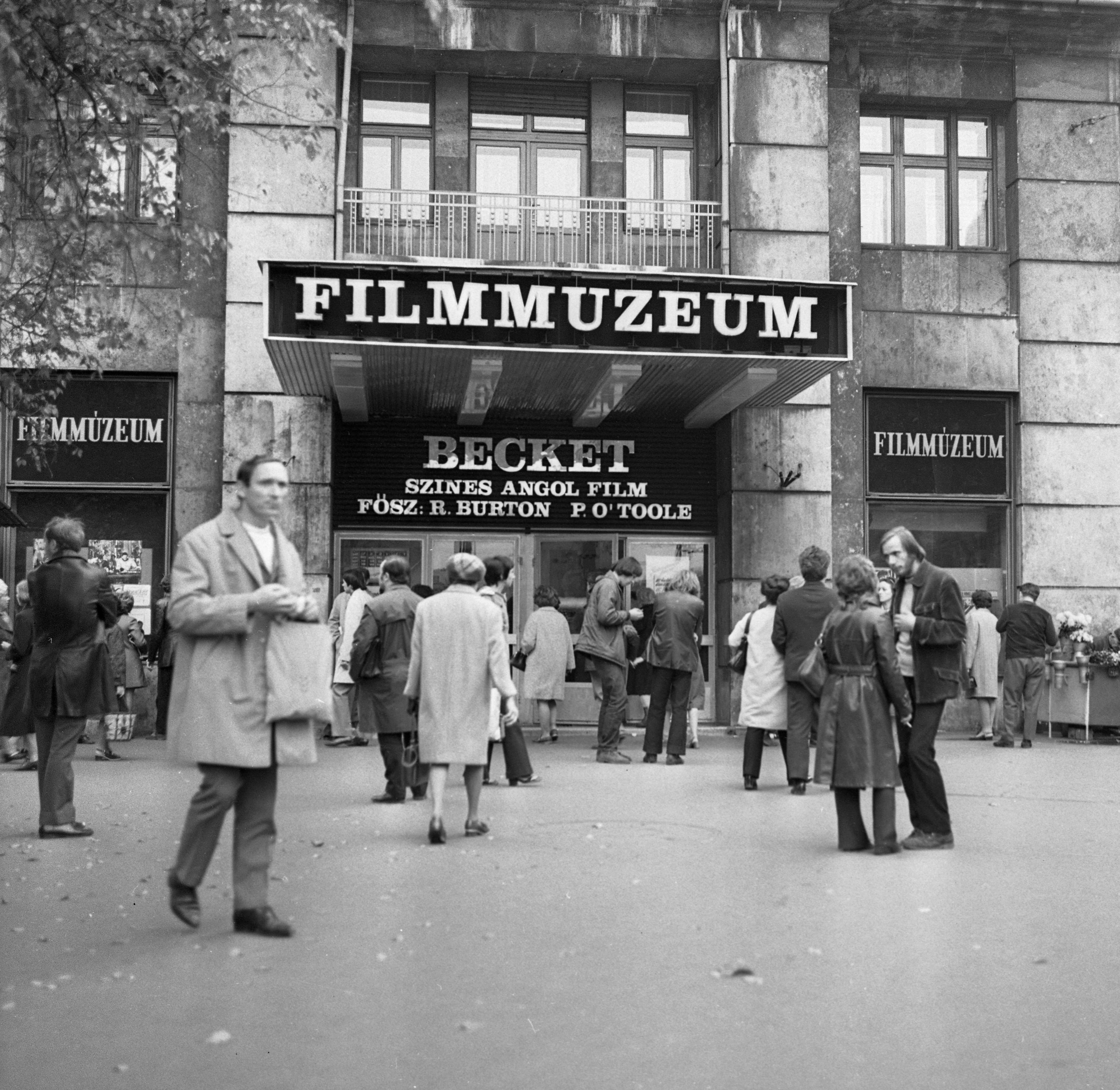

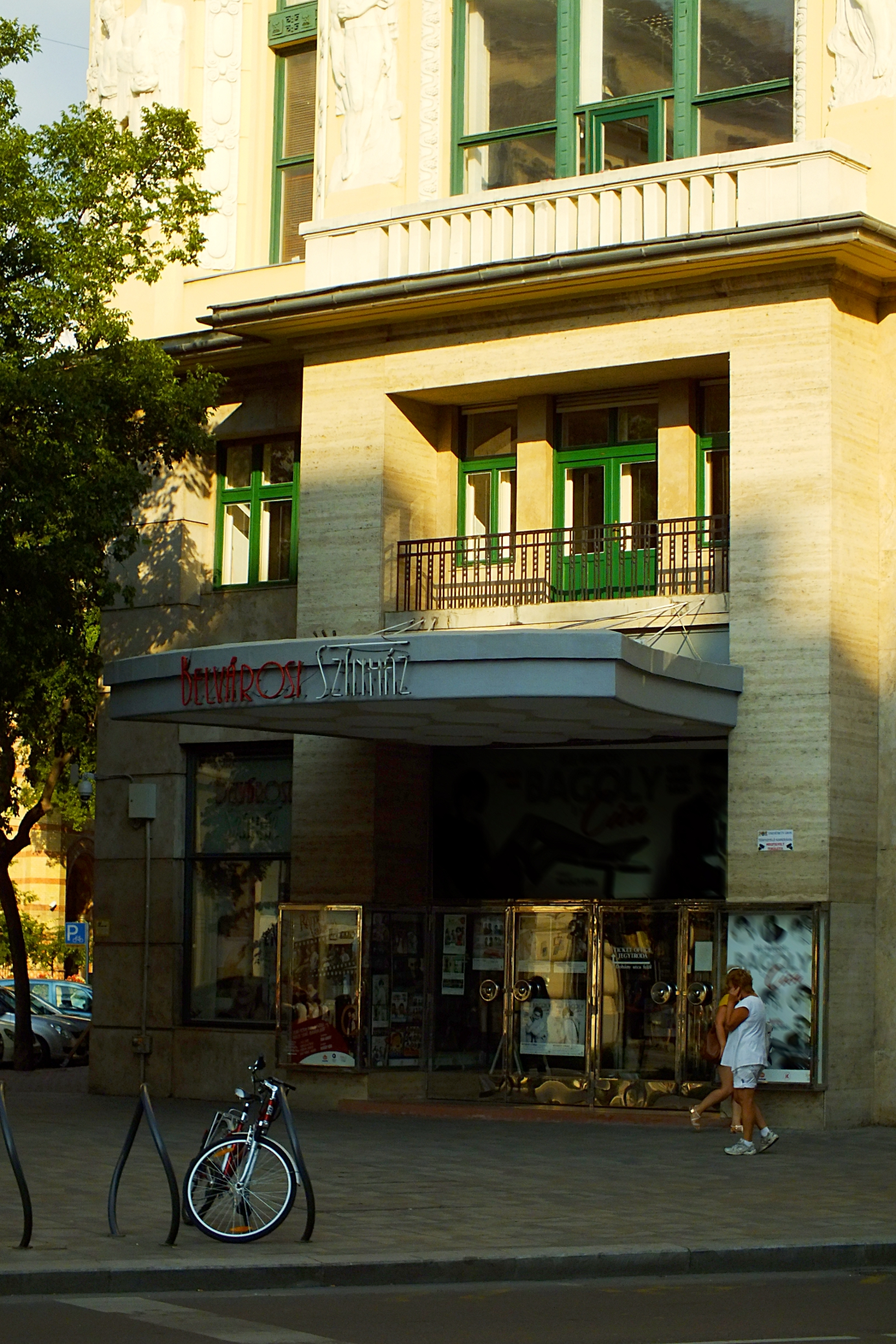
Az egykori Filmmúzeum 2004 óta a Belvárosi Színháznak ad otthont

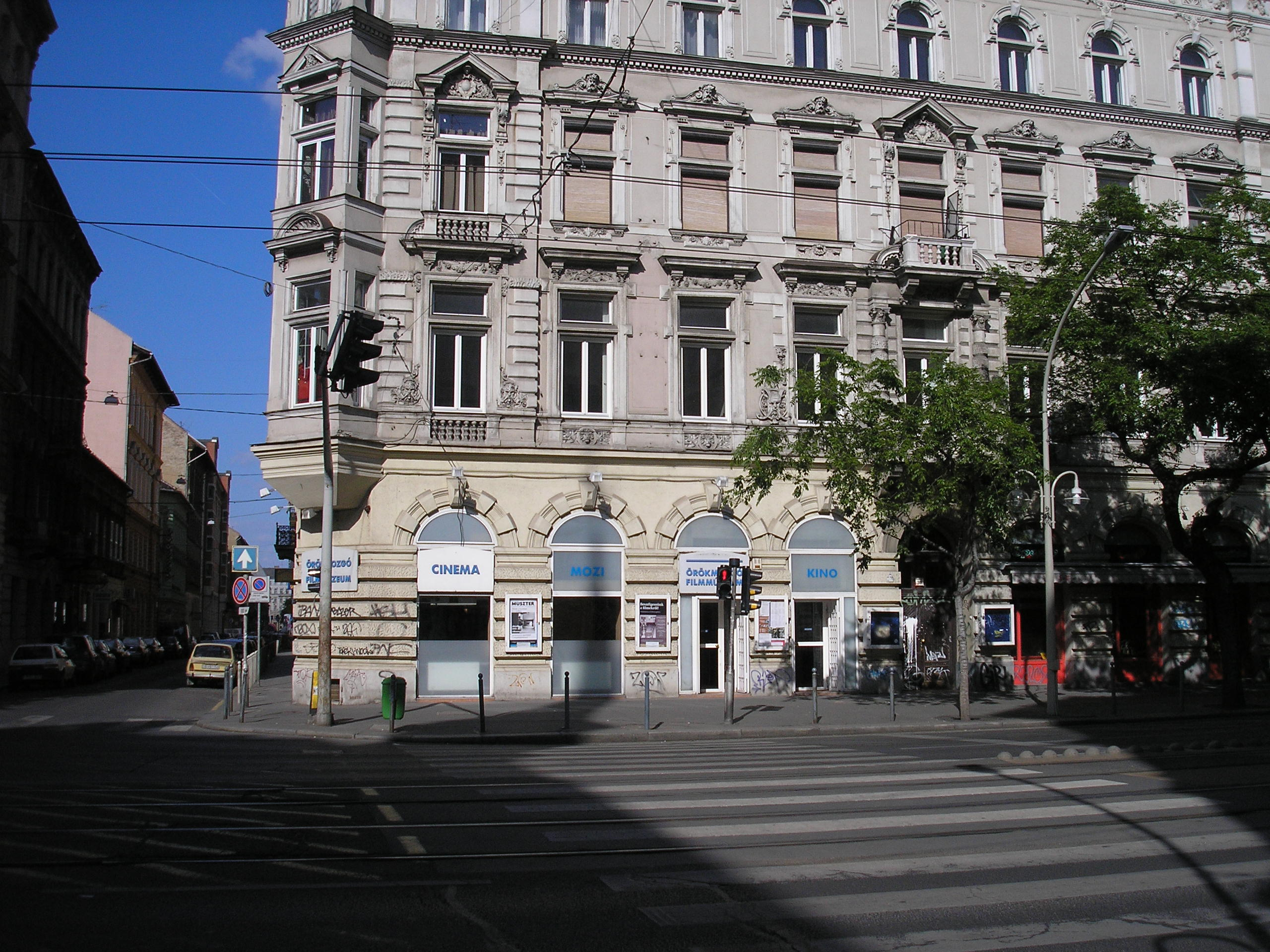
Az Örökmozgó 2015 óta Art+ Cinema néven üzemel

1957 – 1989: Filmmúzeum – A legendás Tanács körúti Filmmúzeum (előtte Ady mozi, utána 1991-2003 között Broadway Mozi, 2004-óta Belvárosi Színház) sikere azon alapult, hogy mint FIAF-tag, az archívum az állományába tartozó, de nyilvános terjesztési joggal nem rendelkező filmeket saját mozijában levetíthette. A Filmmúzeum a felújított Meseautóval nyitotta meg kapuit 1959 februárjában. Az első évben az 569 férőhelyes moziterembe 916 000 néző váltott jegyet. A 60-as, 70-es években a modern filmművészet legértékesebb alkotásait mutatta be, Buñuel, Truffaut, Chabrol, Pasolini, Kazan filmjeiért tömegek álltak sorba. Népszerűek voltak a háború előtti filmeket bemutató bérletes előadások is. 1989-ig 20 millió nézője volt a Filmmúzeumnak. A rendszerváltás környékén azonban gyökeresen megváltoznak a mozibajárási szokások, a Filmmúzeum már nem tudott olyan egyedi forgalmazási szerepet betölteni, mint korábban. Nagy terme kihasználatlanná vált, az épület vizesedett, így az Archívum nem tudta tovább vállalni üzemeltetését.

1991 – 2015: Örökmozgó Filmmúzeum – Az Erzsébet körúti Mátra Mese és Ifjúsági Mozi (ma: Art+ Cinema) helyén 1991. október 3-án nyílt meg a felújított Örökmozgó Filmmúzeum, amely a következő évtizedekben a legkedveltebb budapesti art-mozik egyike lett. A 124 férőhelyes mozi naponta változó három vetítéssel várta a filmrajongókat. Filmhetekbe rendezve mutatta be a filmarchívum állományába tartozó alapműveket és ritkaságokat. Egyedi vetítéseivel elhozta Magyarországra a kortárs film legizgalmasabb alkotásait és alkotóit. A filmtörténet olyan nagyságai fordultak meg itt, mint Volker Schlöndorff, Margarethe von Trotta, Michael Haneke, Hanna Schygulla, Lucien Pintilie, Dušan Makavejev, Vera Chytilová, Claude Lanzmann vagy Jirí Menzel. Az ezredfordulón az Örökmozgó "folyamatos filmfesztiválként" üzemelt, amit a pályázati rendszer, a kultúrintézetek, követségek szoros együttműködése és támogatása, valamint a kiváló nemzetközi kapcsolatrendszer tett lehetővé. A tematikus rendezvények gyakran kisebbségi témákkal és a történelem vitatott kérdéseivel foglalkoztak. A filmeket eredeti nyelven (felirattal vagy választható szinkrontolmácsolással), eredeti formátumban (főként kópiáról) vetítették. 2015 augusztusában az Archívum a mozi üzemeltetési jogát elvesztette. A jelenlegi tervek között szerepel egy európai nagyvárosokban működő cinémathèque – egy filmmúzeumként, kutatóhelyként, közösségi térként működő filmcentrum létesítése.

## Könyvtár
Az ország egyetlen filmes szakkönyvtára közel 20 ezer könyvet, mintegy 3200 kéziratot, több mint 3000 kötetben 570 különböző folyóiratot és periodikumot, illetve 4267 forgatókönyvet őriz. 2010-ig 19 külföldi folyóiratot is előfizettek. A magyar és idegen nyelvű könyvállomány számos értékes ritkaságot foglal magába, ezek közül különösen fontosak a hazai filmkönyv- és -folyóiratkiadás korai termékei. Dokumentációs gyűjteményében 15000 filmre és 5600 alkotóra vonatkozó dossziét találunk.

## Oktatás
Különféle felsőoktatási intézményekkel, kutatókkal együttműködésben (mint például Moholy-Nagy Művészeti Egyetem, Eötvös Loránd Tudományegyetem Budapesti Metropolitan Egyetem Kaposvári Egyetem) az Archívum lehetőséget biztosít filmjeinek megtekintésére, fotótárának, a plakáttárának, könyvtárának megismerésére. Tematikus iskolai sorozatokban mutatja be a magyar filmtörténet alkotásait. Készülő oktatási programja az általános iskolák és középiskolák számára kínál magyar filmtörténeti tartalmakat, melyek segítik a mozgókép-, az irodalom- és a történelemoktatást.
2018 Alapfilmek – A Filmarchívum filmtörténeti weboldala – A Filmarchívum online filmtörténeti kalauza a magyar filmtörténet legérdekesebb darabjaira hívja fel a közönség figyelmét. Egész estés játék- és dokumentumfilmek, rövidfilmek és animációk is szerepelnek a készülő, 450 filmet tartalmazó válogatásban. A kiválasztott filmek hozzátartoznak az általános műveltséghez, mert valamilyen szempontból érdekesek, fontosak, különlegesek. A szócikkek elhelyezik az alkotásokat a filmtörténetben és az alkotók pályáján, kitekintéssel a kortárs és a nemzetközi kontextusra. A tartalmakat műfajok, rendezők, témák szerint le lehet kérdezni, a tájékozódást filmtörténeti timeline és fogalomtár segíti.
2018 Filmkereső – A Filmarchívum adatbázisának online felülete – Jelenleg az egész estés magyar játékfilmekkel kapcsolatos adatok elérhetőek (2217 magyar játékfilm és alkotóik), a többi filmtípus (rövid- dokumentum- és animációs filmek) adatai feltöltés alatt állnak. A filmes adatlapokhoz fotógaléria, filmrészlet és érdekességek, az alkotói adatlapokhoz életrajz és galéria kapcsolódik.
2020 Klassz program – A Filmarchívum oktatási programja – Az Alapfilmekre épülő Klassz programunkban ötleteket és segédanyagokat kínálunk arra, hogy hogyan lehet a filmeket az oktatásban és a tanulásban felhasználni. Tantárgyakhoz kapcsolódó tanári segédanyagok, prezis óratervek, kvízek, toplisták, játékok, online és offline feladatlapok állnak rendelkezésre egyre bővülő számban.

## Kiadványok
Könyvek:
Egyes filmtörténeti korszakokat, műfajokat bemutató kiadványok: Szilágyi Gábor: Tűzkeresztség (1992), Életjel (1994); Kőháti Zsolt: Tovamozduló ember tovamozduló világban (1996), Balogh Gyöngyi – Király Jenő: „Csak egy nap a világ” – A magyar film műfaj és stílustörténete 1929-36 (2000), Sándor Tibor: Őrségváltás (1992), Őrségváltás után (1997), Magyar rendezők könyve (1999), Magyar filmográfia: Játékfilmek 1931-1998 (1999), Magyar Filmlexikon 1-2. (2005), A magyar filmtörténet képeskönyve (2007, Ozirisz Kiadóval közösen). Filmtörténeti, esztétikai alapművek magyar fordításai: Siegfried Cracauer: Caligaritól Hitlerig (1993); David Bordwell: Elbeszélés a játékfilmben (1996), François Truffaut – Alfred Hitchcock (1996).
Sorozatok:
- Filmművészeti Könyvtár 1960-1983 (73 kötet)
- Filmművészeti Könyvtár / Film és ifjúság (5 kötet)
- Filmbarátok kiskönyvtára: Kortársaink a filmművészetben 1974-1991 – Kiadó: NPI/MFI/Múzsák (55 alkotóról kötet)
- Filmbarátok kiskönyvtára-sorozat (14 kötet)
- Filmkultúra-könyvek (3 kötet)
- Film és közönség (5 kötet)
- Filmek és alkotók (15 füzet, kiadó: Mokép)
- Filmtechnika-filmgazdaság (8 kötet)

Filmkalauz/mozi:
- A Filmmúzeum barátai – ismertető füzetek (244 füzet)
- Örökmozgó műsorfüzet 1989-2003
- Filmkalauz: amerikai/francia/szovjet filmművészet (3 kötet)

Filmográfiák/filmévkönyvek:
- Kovács Ferenc-Pór Irén: Magyar Filmográfia I-VI. (6 kötet)
- Magyar Filmográfia (12 kötet)
- Magyar Filmográfia : játékfilmek 1931-1997, Magyar Filmintézet 1998 (1024 p.)
- Filmográfiai közlemények 1965-1974 (10 kötet)
- Filmévkönyv (1979-2009, 30 kötet; 2010-ben már csak online)
- [Lajta Andor / Filmművészeti évkönyv 1920-1949 (29 kötet)]

Folyóiratok:
- Filmtudományi Szemle 1972-1983 (41 szám)
- Filmspirál 1992-2004 (33 szám)
- Filmbarát 1958-1959 (3 db)
- Filmtechnikai és gazdasági tájékoztató : beszámolók, kivonatok, külföldi folyóiratokból, könyvekből; művelődéstudományi kérdések külföldön és itthon 1957-1961 (33 db)
- Film és Ifjúság 1961-1963 (7 db)
- Nemzetközi Filmtájékoztató 1962-1984
- [A] Színháztudományi és Filmtudományi Intézet Szemléje 1957-1958 (20 lapszám)
- Moveast : international film periodical 1991-2003 (9 kötet)
- Filmkultúra 1960-1995 (241 db)
- [Lajta Andor / Filmkultúra (120 db)]

A Filmarchívum ma is működő online folyóirata a Filmkultúra, az első magyar internetes kulturális folyóirat. Elsősorban kritikákat, interjúkat, elméleti és történeti, technikai jellegű cikkeket publikál. Fő témája a magyar filmtörténet, kitekintéssel az egyetemes filmművészetre és külföldi trendekre, alkotókra. Kiemelten foglalkozik a mozgókép fejlődésének lehetséges irányaival. Az 1996-ban indult online verzió őse az 1960-tól 1995-ig nyomtatásban megjelenő Filmkultúra folyóirat volt.
MozgóKépTár
Az 1996-óta megjelenő, magyar és angol nyelvű MozgóKépTár cd-rom sorozat európai viszonylatban is az első olyan digitális kiadvány, amely mozgóképrészleteket használt fel szemléltetőanyagként. 2008-ig hat lemezen ad átfogó képet a magyar filmgyártás egyes korszakairól és műfajairól. Minden lemez egyórányi elemzett mozgóképet tartalmaz; ezen kívül korabeli cikkek, újonnan írt elemző tanulmányok, filmográfia, bibliográfia, eseménytár, filmdalok, több száz fotó, életrajz és tanulmány elevenítik meg az adott korszakot. A magyar animációról szóló kiadvány anyaga elkészült, de fizikai hordozón már nem jelent meg. A cd-romok készítése során 1996-tól 2013-ig kiépült egy 16 adatbázisból álló integrált adatbázis, amelynek online változata még nem készült el.
- MozgóKépTár 1. Játékfilmek a kezdetektől 1944-ig (1996)
- MozgóKépTár 2. Dokumentumfilmek a kezdetektől 1920-ig (2004)
- MozgóKépTár 3. Játékfilmek 1945-1962 (2002)
- MozgóKépTár 4. Dokumentumfilmek 1920-1944 (2009)
- MozgóKépTár 5. Játékfilmek 1963-tól napjainkig (1999)
- MozgóKépTár 6. Dokumentumfilmek 1945-től napjainkig (2008)